# Александра Василева
Александра Василева е българска филмова и театрална актриса.

## Биография
Александра Василева е родена на 13 октомври 1978 г. в София. Като дете е играла балет, но не стига до хореографско училище. В 10 клас попада в театралната студия на Бончо Урумов в „Сълза и смях“, където ходи с най-добрия си приятел Владимир Карамазов. Завършва актьорско майсторство за драматичен театър в класа на проф. Крикор Азарян с асистенти Тодор Колев и Атанас Атанасов в НАТФИЗ „Кръстьо Сарафов“ през 2001 г.
Първото ѝ представление в театър е във втори курс, в „Буре барут“ на Крикор Азарян в театър „Българска армия“ през 1999 г. Дебютира в ролята на Саломе в едноименната пиеса на Оскар Уайлд в Драматичен театър – Стара Загора през 2001 г. Работила е в Драматичен театър – Благоевград (2002 – 2003). Актриса на свободна практика от 2004 г.
Нейните роли в театъра включват Камий („С любовта шега не бива“ – А. дьо Мюсе), Вера („Вернисаж“ – В. Хавел), Фем („Бифем“ – Л. Петрушевска), Милена („Мама, татко, кучето и аз“ – Б. Сръблянович), Дафинка („Свекърва“ – А. Страшимиров), Невеста („Кървава сватба“ – Ф. Г. Лорка) и др. Носител е на национални награди. Работила е в театрите в Благоевград, Пловдив, в „Българска армия“.
От началото на 2008 г. е актриса от трупата на Сатиричния театър. От 2012 е част от трупата на Народния театър.

## Театрални роли[2]
- „Саломе“, от Оскар Уайлд, ролята на Саломе, режисьор: Калина Терзийска.
- „Каролина Нойбер“, от Небойша Ромчевич, ролята на Каролина, режисьор: Крикор Азарян.
- „БиФем“, от Людмила Петрушевска, ролята на Фем, реж. Григор Антонов.
- „Вернисаж“, от Вацлав Хавел, ролята на Вера, реж. Антон Угринов.
- „Свекърва“, от Антон Страшимиров, ролята на Дафинка, реж. Мариус Куркински.
- „С любовта шега не бива“, от Алфред дьо Мюсе, ролята на Камий, реж. Мариус Куркински.
- „Кървава сватба“, от Федерико Гарсия Лорка, ролята на Невестата, реж. Мариус Куркински.
- „Лов на диви патици“, от Александър Вампилов, ролята на Валерия, реж. Юрий Бутусов.
- „Ревизор“, от Николай Гогол, ролята на Маря Антоновна, реж. Мариус Куркински.
- „Терапевтът“, от Елена Алексиева, реж. Крис Шарков.
- „Очите на другите“, от Иван Димитров, ролята на магазинерката, реж. Марий Росен.
- „Веселите уиндзорки“, от Уилям Шекспир, ролята на мисис Куикли, реж. Ръсел Болъм.
- „Свобода в Бремен. Госпожа Геше Готфрид“, от Райнер Вернер Фасбиндер, ролята на Геше Готфрид, режисьор Григор Антонов, НТ „Иван Вазов“.

## Кино и телевизионни роли[2]
- „Клуб НЛО“, БНТ.
- „Кафе–пауза“, сериал по Нова телевизия.
- „Щаба на еволюцията“, телевизионно предаване по ТВ7, водеща.
- „Седем часа разлика“, сериал по bTV.
- „Четвърта власт“, сериал по БНТ, режисьори Димитър Коцев-Шошо и Стоян Радев.
- „Търси се екстрасенс“ (2001) – бомбата, реж. Михаил Мелтев.
- „Разследване“ (2006), реж. Иглика Трифонова.
- „Обърната елха“ (2006), режисьори Иван Черкелов и Васил Живков.

## Награди и отличия[2]
- Фестивал „Бяла пролет“, „Дебют“ – за ролята на Каролина Нойбер.
- „Аскеер“ за „Изгряваща звезда“ за ролите на Дафинка и Фем.
- „Икар“ за водеща женска роля за ролята на Камий.
- Награда „Пловдив“ за ролята на Дора.
- Награда от Министерството на културата за принос към театъра.

## Личен живот
Омъжена е за режисьора Григор Антонов, от когото има дъщеря – Арлина.